# TT192
| g · r | A3 · B1 · Z2 | f |

| g · r | A3 · B1 · Z2 | f |

A TT192 (Theban Tomb, thébai sír) ókori egyiptomi sír a thébai nekropolisz El-Asszaszif nevű részén. Tulajdonosa Heruef, aki III. Amenhotep fő felesége, Tije királyné háznagya volt.
A sír reliefes díszítésén megtalálhatóak Tije királyné, III. Amenhotep és Ehnaton ábrázolásai is. III. Amenhotepet helyenként gyenge, idős emberként ábrázolják, Ehnaton pedig születési nevén, Amenhotepként szerepel. Ez arra utal, a sír díszítését III. Amenhotep uralkodásának utolsó éveiben kezdték meg, és Ehnaton uralkodása első éveiig tartott. A sír díszítése érvként merült fel III. Amenhotep és Ehnaton társuralkodásának kérdésében.
Egy elmélet szerint a sír építésekor kitermelt jó minőségű mészkőből készült III. Amenhotep és Tije kolosszusa, a legnagyobb ismert kettős szobor.
A sír igen nagy méretű, így területén a XIX. dinasztiától a Későkorig számos későbbi sírt is kialakítottak.
- A TT189 sír mellékkamrája, valamint a TT190 (Neszubanebdzsed sírja) és a TT191 (Uahibré-nebpehti sírja): későkori sírok, bejáratuk a Heruef-sír előudvara északi falának keleti oldalán van.
- TT189 (Nahtdzsehuti sírja) és TT194 (Thotemheb sírja): bejáratuk a TT193 udvarának keleti oldalán nyílik, előttük a TT193 egy sztéléje áll.
- TT195 (Bakenamon sírja), TT196 (Padihórresznet sírja), TT406 (Piai sírja) és TT364 (Amenemheb sírja): bejáratuk az előudvar déli falában van.
- TT407 (Bintenduanetjer sírja): Heruef sírja első oszlopos csarnokának déli oldalából nyílik.[1]

## Fordítás
Ez a szócikk részben vagy egészben  a   TT192 című angol Wikipédia-szócikk ezen változatának fordításán alapul.  Az eredeti cikk szerkesztőit annak laptörténete sorolja fel. Ez a jelzés csupán a megfogalmazás eredetét és a szerzői jogokat jelzi, nem szolgál a cikkben szereplő információk forrásmegjelöléseként.